# Marshall Bell
Marshall Bell, född 28 september 1942 i Tulsa i Oklahoma, är en amerikansk skådespelare.

## Filmografi
- 1984 – Birdy
- 1985 – Terror på Elm Street 2 – Freddys hämnd
- 1986 – En tavla för mycket (okrediterad)
- 1986 – Röda draken (okrediterad)
- 1987 – Ingen utväg
- 1987 – Spanarna på Hill Street (TV-serie) (1 avsnitt)
- 1988 – Johnny Be Good
- 1988 – Pluton B i Vietnam (TV-serie) (1 avsnitt)
- 1988 – Tucker - en man och hans dröm
- 1988 – Twins
- 1989–1993 – Röster från andra sidan graven (TV-serie) (2 avsnitt)
- 1990 – Air America
- 1990 – Dick Tracy
- 1990 – Total Recall
- 1991 – En röst i natten (TV-serie) (1 avsnitt)
- 1992 – Sista natten
- 1993 – Arkiv X (TV-serie) (1 avsnitt)
- 1994 – Airheads
- 1994 – Natural Born Killers
- 1995 – Things to Do in Denver When You're Dead
- 1996 – Crazy Horse
- 1996 – Millennium (TV-serie) (1 avsnitt)
- 1997 – Kameleonten (TV-serie) (1 avsnitt)
- 1997 – Starship Troopers
- 1997 – The Brave
- 1999 – Hämnd AB (TV-serie) (1 avsnitt)
- 2001 – The District (TV-serie) (1 avsnitt)
- 2002 – CSI: Crime Scene Investigation (TV-serie) (1 avsnitt)
- 2002 – Serving Sara
- 2003 – Identity
- 2004 – Deadwood (TV-serie) (3 avsnitt)
- 2005 – Capote
- 2005 – E-Ring (TV-serie) (1 avsnitt)
- 2005 – House (TV-serie) (1 avsnitt)
- 2005 – The Shield (TV-serie) (1 avsnitt)
- 2006 – Rescue Dawn
- 2006 – Room 6
- 2006 – The Astronaut Farmer
- 2008 – Stargate Atlantis (TV-serie) (1 avsnitt)
- 2009–2010 – Southland (TV-serie) (2 avsnitt)
- 2011 – The Rum Diary
- 2012 – The Newsroom (TV-serie) (1 avsnitt)
- 2013 – The Bling Ring
- 2016 – Hawaii Five-0 (TV-serie) (1 avsnitt)
- 2021 – Outer Banks (TV-serie) (1 avsnitt)